# Saint-Rémy (Saône-et-Loire)
Saint-Rémy é uma comuna francesa na região administrativa de Borgonha-Franco-Condado, no departamento de Saône-et-Loire. Estende-se por uma área de 10,38 km². Em 2010 a comuna tinha 6 773 habitantes (densidade: 652,5 hab./km²).